# 사보 밀로셰비치
사보 밀로셰비치(세르비아어: Саво Милошевић, Savo Milošević, 1973년 9월 2일 ~ )는 보스니아 헤르체고비나 출생 세르비아의 전직 축구 선수이자 현 축구 지도자로 과거 포지션은 공격수였다.

## 선수 시절

### 클럽
1992년 자국 리그의 FK 파르티잔에서 데뷔하여 1995년까지 119경기 79골을 터뜨리며 팀의 리그 2연패(1992-93, 1993-94), 1993-94년 세르비아 몬테네그로컵 우승 등에 공헌한 뒤 1995년 여름 약 56억원의 이적료에 잉글랜드 프리미어리그의 애스턴 빌라로 이적했다.
애스턴 빌라로 이적 후 1998년까지 117경기 33골을 터뜨리며 1995-96년 EFL컵 우승, 1995-96년 잉글랜드 FA컵 4강, 1995-96 리그 4위, 1997-98년 UEFA 유로파리그 8강 진출 등에 기여했으며 1997-98 시즌을 마친 뒤 136억원의 이적료에 스페인 프리메라리가의 레알 사라고사와 입단 계약을 체결했다.
그리고 사라고사로 이적 후 1999-2000 시즌까지 79경기 40골을 터뜨리며 1999-2000 시즌 리그 4위 및 2000-01년 UEFA 유로파리그 1라운드 진출에 큰 도움을 주었고 이후 약 345억원의 이적료를 받고 이탈리아 세리에 A의 파르마 칼초 1913으로 이적했다.
파르마로 이적한 뒤 2001-02 시즌까지 50경기 15골을 터뜨리면서 팀의 2000-01년 코파 이탈리아 준우승에 일조한 뒤 2001-02 시즌 중반 자신의 이전 소속팀인 레알 사라고사로 임대 이적하여 16경기 6골을 기록했으나 팀의 2부 리그 강등을 막지 못했다.
이후 2002-03 시즌에는 RCD 에스파뇰에서 35경기 12골을 터뜨리며 팀의 1부 리그 잔류를 도왔고 2003-04 시즌에는 셀타 비고에서 51경기 16골을 터뜨리며 2003-04년 코파 델 레이 8강 진출, 2003-04년 UEFA 챔피언스리그 16강 진출에 크게 일조한 뒤 2004-05 시즌을 앞두고 CA 오사수나로 이적하여 2006-07 시즌까지 104경기 22골을 기록하며 2005-06년 UEFA 유로파리그 1라운드 진출, 2005-06년 리그 4위, 2006-07년 UEFA 챔피언스리그 3라운드 진출 등에 기여했다.
그리고 2008년 러시아 프리미어리그의 루빈 카잔으로 이적하여 공식전 17경기 3골을 기록하면서 팀의 리그 우승을 맛본 뒤 2008 시즌 종료 후 16년간의 선수 생활을 마감했다.

### 국가대표팀
1992년 세르비아 U-21 대표팀 소속으로 툴롱 대회에 출전하며 팀의 준우승을 도왔고 1994년 12월 23일 세르비아 성인대표팀 소속으로 1994년 FIFA 월드컵 챔피언인 브라질과의 친선 경기에서 국제 A매치 데뷔전을 치렀다.
이후 1998년 FIFA 월드컵 본선에서 팀을 16강으로 이끌었고 UEFA 유로 2000에서는 무려 5골을 터뜨려 네덜란드의 파트리크 클라위베르트와 함께 공동 득점왕에 오르는 기염을 토했지만 팀은 8강에서 네덜란드에 1-6으로 대패를 당하며 4강 진출에 실패했다.
그 뒤 펠틴스 아레나에서 열린 아르헨티나와의 2006년 FIFA 월드컵 C조 조별리그 2차전에서 자신의 A매치 통산 100번째 경기에 출전하며 센추리클럽 가입을 이뤄냈지만 이 기록 또한 팀의 0-6의 굴욕적인 대패로 인해 빛이 바래지고 말았다.
그리고 2008년 불가리아와의 친선 경기에서 멀티골을 터뜨리며 팀의 6-1 대승을 이끈 후 불가리아와의 친선 경기를 끝으로 A매치 통산 103경기(세르비아 A매치 최다 출장수 2위) 37골이라는 기록을 남기고 국가대표팀 유니폼을 반납했다.

## 수상

### 선수
- 유고슬라비아 1부 : 1992–93, 1993–94
- 유고슬라브 컵 : 1993-94
- 풋볼리그컵 : 1995-96
- 러시아 프리미어리그 : 2008

### 감독
- 세르비아 컵 : 2018-19

### 개인
- UEFA 유로 득점왕 : 2000
- UEFA 유로 올스타팀 : 2000
- 유고슬라비아 1부 득점왕 : 1993–94, 1994–95
- 발롱도르 후보 : 2000

## 같이 보기
- A매치 100경기 이상 출전한 축구 선수 명단